# Катхуа (округ)
Катхуа (англ. Kathua) — округ в индийской союзной территории Джамму и Кашмир, в регионе Джамму. Административный центр — город Катхуа. Площадь округа — 2651 км². По данным всеиндийской переписи 2001 года население округа составляло 550 084 человека.
На северо-западе находится округ Джамму, Дода и Удхампур на севере, штат Химачал-Прадеш на востоке, Пенджаб на юге, граничит с Пакистаном на западе. Обладает разнообразным рельефом, состоящим из сельскохозяйственных зон вдоль Пенджабско-Кашмирской границы, широких равнин на востоке вплоть до предгорьев Гималаев, и горного региона Пахари на востоке.
Традиционным языком округа является догри. Язык пахари более распространён на востоке. В образовательных учреждениях преподаются английский, хинди, и урду.
Мусульмане составляют большинство жителей штата, но Катхуа, как и Джамму, в основном индуистсткие. Население округа 550 084 человека (перепись 2001 года): индуисты — 493 966, мусульмане 44 793 (8,14 %), сикхи 9 152.
Катхуа — довольно безопасный округ: его миновало халистанское восстание в начале 1990-х и волна кашмирского терроризма, начавшаяся в 1980-х годах.

## История
Не написано полной и документированной истории округа. Считается, что однажды Джодх Сингх известный раджпут из клана Андотра мигрировал из Хастнапура в Катхуа около 2000 лет назад. Три поселения Тараф Таджвал, Тараф Манджали и Taраф Бхаджвал были основаны его тремя сыновьями: Теджу, Киндалом и Бхаджу. Их потомками являются Таджвалия, Бхаджвалия и Кханвалия — под-касты раджпутов Андотры. Три эти поселения в древности стали называться «Катхай», и это со временем превратилось в Катхуа.
Греческие историки, описавшие историю Джамму, сообщают о двух могущественных государствах: Абисара (Пунч) и Кафея во время вторжения Александра, Страбон описывал Кафею как могучую республику, находившуюся на берегах реки Рави.Топографическое описание Кафеи соответствует округу Катхуа. Страбон пишет, что местные жители были людьми мужественными и храбро сражались с армией Александра.
Многие места округа связаны с Пандавами. Кришна также посетил эти места, когда забирал алмазы из Джамабанта. Один из этих алмазов стал известен, как Кохинур, часть короны Британской Империи.

## Басольские рисунки
Басоли, городок в округе Катхуа, широко известен своими рисунками. Стиль басольских рисунков богатый, яркий, некостный. Местная художественная школа имела своих богатых покровителей. Стиль основанный на сочетании ярких цветов и выразительного изображения лиц стал распространённым в Джамму и Пенджабии в XVII — начале XVIII века. Ранние формы рисунков возникли в Басоли, откуда этот стиль распространился на предгорные княжества: Манкот, Нарпур, Кулу, Манди, Сукет, Биласпур, Налагарх, Чамба, Гулер и Кангра. Первое научное исследование рисунков опубликовано в 1924 году в журнале археологического управления Индии.

## Административно-территориальное деление
Катхуа состоит из 8 кварталов: Бани, Барноти, Басоли, Биллавар, Дугган, Гхагвал, Хиранагар, Катхуа и Лохай Малхар. В округе около 587 деревень. Каждый квартал состоит из панчаятов.

## Политика
В округе насчитывается 5 местных собраний: Бани, Басоли, Катхуа, Биллавар и Хиранагар.